# Solmu Mäkelä

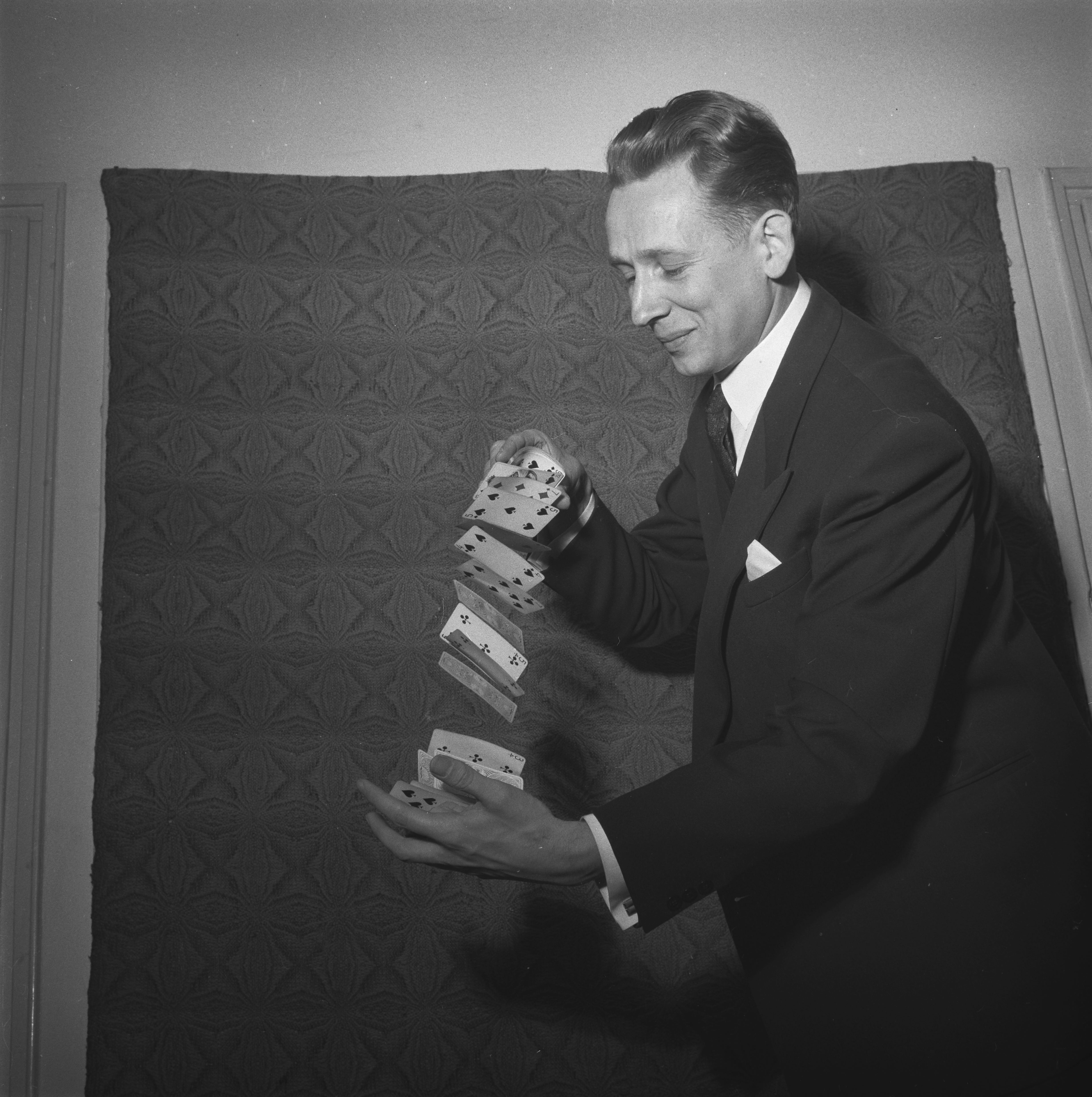
Solmu Mäkelä uppträder år 1953.

Solmu Vermas (Verner) Mäkelä, född 18 juni 1922 i Viborg, död 25 juli 2018 i Helsingfors, var en finländsk trollkonstnär.
Mäkelä inledde sin karriär under andra världskriget, då han turnerade med underhållningstrupperna. Från 1950- till 1980-talet uppträdde han ofta på Borgbackens Taikateatteri, där hans show blev mycket populär. Han var under många år ordförande för trollerikonstnärsföreningen Suomen taikapiiri och chefredaktör för tidningen Simsalabim. Mäkelä hade en spalt i Helsingin Sanomats söndagsbilaga, där han bl.a. presenterade trolleritrick. Dessa artiklar har publicerats i böckerna Ihmeitä iloksi (1964) och Taikoja taskusta (1967).